# Myrmarachne assimilis
Myrmarachne assimilis är en spindelart som beskrevs av Banks 1930. Myrmarachne assimilis ingår i släktet Myrmarachne och familjen hoppspindlar. Inga underarter finns listade i Catalogue of Life.